# MSRB3
MSRB3 (англ. Methionine sulfoxide reductase B3) – білок, який кодується однойменним геном, розташованим у людей на 12-й хромосомі. Довжина поліпептидного ланцюга білка становить 192 амінокислот, а молекулярна маса — 20 702.
| 10         |  | 20         |  | 30         |  | 40         |  | 50         |
| ---------- |  | ---------- |  | ---------- |  | ---------- |  | ---------- |
| MSPRRTLPRP |  | LSLCLSLCLC |  | LCLAAALGSA |  | QSGSCRDKKN |  | CKVVFSQQEL |
| RKRLTPLQYH |  | VTQEKGTESA |  | FEGEYTHHKD |  | PGIYKCVVCG |  | TPLFKSETKF |
| DSGSGWPSFH |  | DVINSEAITF |  | TDDFSYGMHR |  | VETSCSQCGA |  | HLGHIFDDGP |
| RPTGKRYCIN |  | SAALSFTPAD |  | SSGTAEGGSG |  | VASPAQADKA |  | EL         |

A: Аланін

C: Цистеїн

D: Аспарагінова кислота

E: Глутамінова кислота

F: Фенілаланін

G: Гліцин

H: Гістидин

I: Ізолейцин

K: Лізин

L: Лейцин

M: Метіонін

N: Аспарагін

P: Пролін

Q: Глутамін

R: Аргінін

S: Серин

T: Треонін

V: Валін

W: Триптофан

Кодований геном білок за функціями належить до оксидоредуктаз, фосфопротеїнів. 
Задіяний у таких біологічних процесах, як ацетилювання, альтернативний сплайсинг. 
Білок має сайт для зв'язування з іонами металів, іоном цинку. 
Локалізований у мітохондрії, ендоплазматичному ретикулумі.